# Пітер Фальк
Пі́тер Майкл Фальк (англ. Peter Michael Falk; 16 вересня 1927, Нью-Йорк — 23 червня 2011, Беверлі-Гіллз) — американський актор, найбільш відомий за роллю лейтенанта Коломбо в однойменному серіалі. Двічі був номінований на Оскар (1960 та 1961 року), лауреат Золотого глобуса (1973) та п'яти премій Еммі.

## Біографія
Пітер Майкл Фальк народився 16 вересня 1927 в місті Нью-Йорк, в родині власника галантерейної крамниці та магазину одягу Майкла Пітера Фалька та його дружини Меделін (до шлюбу Гокгауз), що працювала бухгалтеркою. За походженням батьки майбутнього актора були угорськими, чеськими, російськими та польськими євреями.
У трирічному віці праве око Фалька було хірургічно видалене через виявлену у нього хворобу ретинобластоми. Решту життя він носив скляне око. Попри це, ще з дитинства Пітер часто брав участь у змаганнях із командних видів спорту, таких як бейсбол та баскетбол. 1997 року, в інтерв'ю журналу «Cigar Aficionado», Пітер розповідав:
|  | Пам'ятаю, в школі, це було в класі десятому, суддя призначив аут на третій базі, коли я був повністю впевнений що я встиг. Я був такий злий, що витягнув своє скляне око і простягнув йому зі словами: «Спробуйте це». Я так сміявся, ви не повірите. |

Перша поява Пітера Фалька на сцені відбулася у 12 років, коли він взяв участь у виставі «Пірати Пензанс» (англ. The Pirates of Penzance), що ставилася у знаменитому літньому таборі «Camp High Point», розміщеному в передмісті Нью-Йорка. Одним з учителів Фалька у таборі був Росс Мартін (англ. Ross Martin) із яким пізніше вони знімалися у «Великих перегонах» (англ. The Great Race) (1965, режисер Блейк Едвардс) та одному з епізодів серіалу «Коломбо» (англ. Suitable For Framing).
Навчався Пітер Фальк у Вищій школі Оссінінг, що розташована в Вестчестері (окру́гу Нью-Йорк), де був «президентом» одного зі старших класів. Після закінчення школи 1945 року, Пітер вступив до коледжу Гемілтон. Ще до закінчення Другої світової війни він спробував вступити до Збройних сил США, але йому відмовили через скляне око. Він був зарахований до лав Військово-морського флоту США, де служив помічником кухаря та прибиральником. 1997 Фальк згадував:
|  | Нікого не хвилювало, чи ти сліпий, чи ні. Єдиний, хто повинен був добре бачити на кораблі - це капітан, а у випадку із «Титаніком» він, очевидно, бачив не дуже добре. |

Після служби в армії вивчав економіку в Університеті Сіракуз і працював адміністратором та клерком. Брав участь в аматорських постановках, одночасно навчався на акторських курсах у Вестпорті й Нью-Йорку.
У 1956 році дебютував у ролі Сганареля в мольєрівському «Дон Жуані». Першу роль на Бродвеї отримав у п'єсі «Свята Іоанна» Бернарда Шоу. З 1957 року Фальк став з'являтися на телебаченні. За свою передачу «The Price of Tomatoes» він отримав премію «Еммі».
У 1950-х роках почав зніматися в кіно. На початку 1960-х років за ролі у фільмах «Корпорація Вбивство» і «Пригорща чудес» був номінований на «Оскар» як найкращий актор другого плану.
З 1968 року по 2003 рік знімався в серіалі «Коломбо».
Зіграв сам себе у відомому фільмі Віма Вендерса «Небо над Берліном» (1987) та його продовженні «Так далеко, так близько!» (1993).

### Смерть
За повідомленням CBS, актор помер у четвер увечері, 23 червня 2011 року. За заявою доньки актора, Кетрін Фальк, Пітер хворів на хворобу Альцгаймера та деменцію.

## Фільмографія
| Рік         | Назва                                                       | Роль                     | Примітки, номінації та нагороди                                    |
| ----------- | ----------------------------------------------------------- | ------------------------ | ------------------------------------------------------------------ |
| 1959        | Кривавий виводок                                            | Ніко                     |                                                                    |
| 1960        | Корпорація «Вбивство»                                       | Ейб Релес                | Номінація — Премія «Оскар» за найкращу чоловічу роль другого плану |
| 1960        | Таємниця пурпурного рифа                                    | Том Вебер                |                                                                    |
| 1961        | Пригорща чудес                                              | Джой Бой                 | Номінація — Премія «Оскар» за найкращу чоловічу роль другого плану |
| 1962        | Точка тиску                                                 | молодий психіатр         |                                                                    |
| 1963        | Балкон                                                      | шеф поліції              |                                                                    |
| 1963        | Цей божевільний, божевільний, божевільний, божевільний світ | таксист                  |                                                                    |
| 1964        | Робін і 7 гангстерів                                        | Гай Гісборн              |                                                                    |
| 1964        | Вони йшли на Схід                                           | військовий лікар         |                                                                    |
| 1965        | Великі перегони                                             | Макс                     |                                                                    |
| 1966        | Пенелопа                                                    | лейтенант Гораціо Біксбі |                                                                    |
| 1966        | Брігадун (телеверсія однойменного мюзиклу Ф.Лоу)            | Джефф                    |                                                                    |
| 1966        | Як же багато цих злодіїв!                                   | Денні                    |                                                                    |
| 1967        | Лав                                                         | Мілт Менвіль             |                                                                    |
| 1968        | Битва за Анціо                                              | Джек Рабінофф            |                                                                    |
| 1968 — 2003 | Коломбо                                                     | лейтенант Коломбо        |                                                                    |
| 1969        | Недоторканні                                                | Чарлі Адамо              |                                                                    |
| 1969        | Охорона замку                                               | сержант Россі            |                                                                    |
| 1970        | Чоловіки                                                    | Арчі Блек                |                                                                    |
| 1974        | Жінка під впливом                                           | Логін Лонгнетті          |                                                                    |
| 1976        | Вечеря з убивством                                          | Сем Даямонд              |                                                                    |
| 1976        | Мікі та Нікі                                                | Мікі                     |                                                                    |
| 1978        | Дешевий детектив                                            | Лу Пекінпа               |                                                                    |
| 1978        | Перелякані, точно!                                          | камео                    |                                                                    |
| 1979        | Свояки                                                      | Вінсент Рікардо          |                                                                    |
| 1981        | Каліфорнійські лялечки                                      | Гаррі Сірс               |                                                                    |
| 1981        | Велика лялькова подорож                                     | Трамп                    | в титрах не вказаний                                               |
| 1987        | Принцеса-наречена                                           | Дідусь/Оповідач          |                                                                    |
| 1987        | З Новим роком                                               | Нік                      |                                                                    |
| 1987        | Небо над Берліном                                           | камео                    |                                                                    |
| 1988        | Флюїди                                                      | Гаррі Бускафуско         |                                                                    |
| 1989        | Плюшка                                                      | Домінік «Діно» Капричо   |                                                                    |
| 1990        | Налаштуйте радіоприймачі завтра                             | Педро Кармайкл           |                                                                    |
| 1993        | Так далеко, так близько!                                    | камео                    |                                                                    |
| 1995        | Сусіди по кімнаті                                           | Роккі Хольцек            |                                                                    |
| 1998        | Грошові королі                                              | Вінні Глінн              |                                                                    |
| 2001        | Місто без Різдва                                            |                          |                                                                    |
| 2001        | Все схоплено                                                | Макс                     |                                                                    |
| 2001        | Спецагент Коркі Романо                                      | Френсіс Романо           |                                                                    |
| 2001        | Загублений світ                                             | священик Тео Керр        |                                                                    |
| 2002        | Обговоренню не підлягає                                     | Менді Ріпштейн           |                                                                    |
| 2004        | Підводна братва                                             | дон Файнберг             | голос                                                              |
| 2005        | Все про мою рідню                                           | Сем Клайнман             |                                                                    |
| 2005        | Звільняючи місце                                            | Морріс Епплбом           |                                                                    |
| 2007        | Пророк                                                      | Ірв                      |                                                                    |
| 2009        | Американський первоцвіт                                     | отець Рендольф           |                                                                    |